# Hipparkhosz meggyilkolása
Hipparkhosz meggyilkolása személyes természetű okokból elkövetett, később politikai felhangokat kapó merénylet volt I. e. 514-ben Athénban. A gyilkosságot egy homoszexuális pár, Arisztogeitón és Harmodiosz követte el a Panathénaián. Őket később zsarnokölőnek nevezték, és szobrot kaptak a városállamban.

## Előzmények
Hipparkhosz athéni türannosz Peiszisztratosz egyik fia volt. Athént bátya,  Hippiasz irányította. Thuküdidész A peloponnészoszi háború című munkájában azt írta (6.54-6.59), hogy Hipparkhosz megkörnyékezte a fiatal Harmodioszt, aki visszautasította őt, de közeledéséről beszámolt barátjának, a közepes társadalmi helyzetű polgárnak, Arisztogeitónnak. Utóbbi attól tartott, hogy Hipparkhosz, kihasználva pozícióját, erőszakkal veszi el tőle kedvesét, ezért összeesküvést szervezett a zsarnokság megdöntésére. Arisztotelész Az athéni állam című munkájában Hippiász másik testvérét, Thettaloszt vádolta meg a csábítási kísérlettel (XVIII. bekezdés).
Hippiasz fivére visszautasításra válaszul úgy döntött, hogy megszégyeníti Harmonidészt, ezért felkérette a húgát, hogy legyen kosárhordó a körmenetben, de amikor a lány megjelent, elküldte, mondván senki nem hívatta. Arisztotelész ezt szintén Thettalosznak tudja be.
Ez az eljárás még inkább felháborította az összeesküvőket, akik arra készültek, hogy a négyévente megrendezett nagyobb Panathénaián csapnak le, mert az áldozati menetben fegyveresen megjelenő férfiak nem kelthettek gyanút. Arisztogeitón és Harmodiosz magára vállalta Hippiasz megölését, míg a többieknek a testőrökre kellett támadniuk. Abban bíztak, hogy az athéniak csatlakoznak hozzájuk.

## A merénylet
Az ünnep kezdetekor Hippiasz a Kerameikosz városrészben intézte a felvonulást, az összeesküvők ott akartak végezni vele. Amikor megközelítették, azt látták, hogy egyik társuk beszélget vele, és hibásan azt hitték, elárulta őket. Emiatt nem rontottak rá, hanem Arisztogeitón és Harmodiosz megkereste Hipparkhoszt, majd – ahogy Thuküdidész fogalmazott (6.57) – féktelen bosszúvággyal eltelve, amit egyikben a féltékenység, a másikban a megszégyenítés táplált, tőrüket belevágva megölték. Arisztogeitónnak sikerült elmenekülnie, de Harmodioszt a testőrök a tetthelyen megölték. Hippiasz katonái átkutatták a felvonulókat, és akinél tőrt találtak vagy gyanúsnak tűnt, őrizetbe vették.
Később elfogták Arisztogeitónt, és kínvallatásnak vetették alá. Sok előkelő származású embert, a türannosz több barátját nevezte meg az összeesküvés résztvevőjeként, hogy bizalmatlanságot szítson Hippiasz köreiben. Más források szerint a valódi felkelőket adta át Hippiasznak. Végül, hogy elérje halálát, azt ígérte Hippiasznak, hogy még sok nevet elárul, ha bizalma jeléül kezet fog vele. Amikor Hippiasz jobbját megfogta, azt vágta a zsarnok szemébe, hogy fivére gyilkosával parolázik. Erre az uralkodó dühbe jött, és kardjával leszúrta.
A merénylet után Hippiasz sok polgárt meggyilkoltatott, négy év múlva viszont hatalmát megdöntötték, és el kellett hagynia a várost. I. Dárajavaus perzsa király udvarában talált menedéket, ahonnan húsz év múlva, a perzsa sereggel indult el a marathóni csatába.

## A zsarnokölők
Habár a hatalmat nem Hipparkhosz, hanem bátyja, Hippiasz gyakorolta, az athéniak zsarnokölőként őrizték meg emlékezetükben Arisztogeitónt és Harmodioszt. A két összeesküvőnek szobrot állítottak az Agora sarkán, amelyről Arisztophanész is megemlékezett Nőuralom című komédiájában (682. sor).